# Terebra vanuatuensis
Terebra vanuatuensis é uma espécie de gastrópode do gênero Terebra, pertencente a família Terebridae.